# 夏尔-弗朗索瓦·勒布伦
皮亚琴察公爵夏尔-弗朗索瓦·勒布伦（法語：Charles-François Lebrun, duc de Plaisance，發音：[ʃaʁl fʁɑ̃swa ləbʁœ̃]；1755年9月24日—1830年10月3日），法国政治人物，1799年拿破仑·波拿巴政变后担任法兰西共和国第三执政官。